# أسفستان (سراب)
أسفستان هي قرية في مقاطعة سراب، إيران. عدد سكان هذه القرية هو 1,228 في سنة 2006.